# 韓成赫

韓成赫（朝鮮文：한성혁；英文：Han Song-Hyok；1987年12月11日—），朝鮮足球運動員，朝鮮國家足球隊隊員。曾現效力於朝鮮足球聯賽球會鯉明水體育團，現在效力火炬體育團。

## 簡歷
韓成赫於2008年入選朝鮮國家足球隊參與亞足聯挑戰盃賽事，但從沒有上陣，最後獲得季軍。 2014年，代表朝鮮參加了2015年東亞盃資格賽 (第二輪)，在對中華台北男子足球代表隊中以正選身分上陣，協助朝鮮獲得冠軍並取得決賽席位。

## 榮譽

### 國家隊
朝鮮
- 東亞盃資格賽（第二輪）冠軍：2014年；

## 外部連結
- 韓成赫在 National-Football-Teams.com 上的出场纪录
- Song-Hyok Han - Soccerway （页面存档备份，存于） （英文）